# 페스토
페스토(이탈리아어: pesto) 또는 페스토 알라 제노베세(pesto alla genovese)는 이탈리아 제노바의 소스이다. 빻은 마늘, 잣, 굵은 소금, 바질 잎, 파르미자노 레자노, 페코리노 사르도를 올리브유와 갈아서 만든다.

## 같이 보기
- 살사 베르데